# Trairi

Trairi  est une ville brésilienne de l'État du Ceará.